# Notidanoides
Notidanoides muensteri
Genre
Espèce
Synonymes
- † Pachyhexanchus

Notidanoides est un genre fossile de requins de la famille également éteinte des Crassonotidae. 
Une seule espèce est connue, Notidanoides muensteri (Agassiz, 1843). 

## Présentation
Elle a vécu au Crétacé inférieur dans ce qui est aujourd'hui l'Europe de l'Ouest (France).